# Ceresium zeylanicum
Ceresium zeylanicum är en skalbaggsart som beskrevs av White 1855. Ceresium zeylanicum ingår i släktet Ceresium och familjen långhorningar.
Artens utbredningsområde är:
- Laos.
- Burma.
- Filippinerna.
- Sri Lanka.

Inga underarter finns listade i Catalogue of Life.